# Drepanornis albertisi
La paradisea dal becco a falce becco nero o falcibecco becconero (Drepanornis albertisi (Sclater, 1873)) è un uccello passeriforme della famiglia Paradisaeidae.

## Descrizione

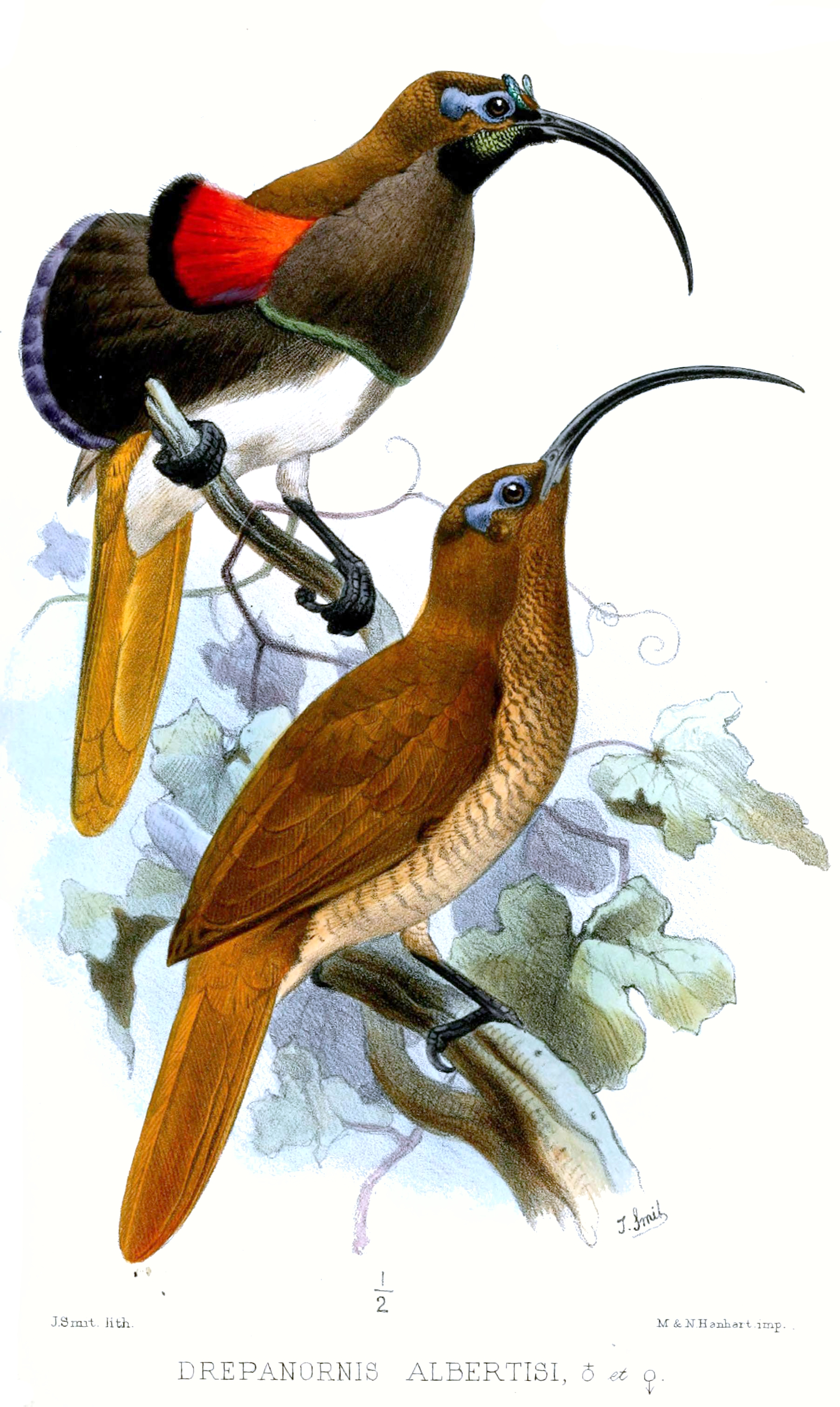
Illustrazione di una coppia: in alto il maschio, in basso la femmina.

### Dimensioni
Misura 33-35 cm, per 92-138 g di peso: a parità d'età, i maschi sono leggermente più grossi e pesanti rispetto alle femmine.

### Aspetto
La paradisea dal becco a falce becco nero può ricordare a prima vista una grossa nettarinia, per i colori sgargianti, il lungo becco ricurvo e ali e coda corte e arrotondate.

Questi uccelli presentano dimorfismo sessuale piuttosto marcato, coi due sessi facilmente distinguibili in base alla colorazione: le femmine, infatti, sono brune su fronte, vertice, nuca, guance, dorso, ali e groppa, mentre la coda è tendente al giallo e gola, petto e ventre sono di colore bruno (via via più chiaro man mano che si va dalla gola al sottocoda, che è biancastro) con le singole penne orlate di bruno scuro, a dare un aspetto picchiettato. I maschi, invece, pur conservando il bruno di tutta l'area dorsale e il giallo della coda, presentano gola di colore verde iridescente, petto cenerino e ventre bianco, con una fascia verde orlata di nero che separa i due colori: inoltre, i maschi presentano ai lati del petto e sui fianchi due ciuffi trapezoidali di penne, le prime (ai lati del petto) nerastre con evidenti sfumature bronzee, le seconde (sui fianchi) nerastre con bordi dai riflessi metallici bluastri. In ambedue i sessi, gli occhi sono bruni, mentre becco e coda sono neri, il primo con l'interno della bocca giallo brillante nei maschi: fra i lati del becco e l'orecchio in ambedue i sessi estende una mascherina di pelle nuda di colore azzurro, che nei maschi si prolunga berso l'alto formando una caruncola simile a un cornetto e supportata da penne erettili.

## Biologia
Si tratta di uccelli solitari e dalle abitudini diurne, che si muovono perlopiù nella canopia e passano la maggior parte del proprio tempo alla ricerca di cibo.

### Alimentazione
Gli uccelli del paradiso di D'Albertis sono fra i più insettivori fra gli uccelli del paradiso: la loro dieta, infatti, si compone perlopiù di insetti ed altri piccoli artropodi, come ragni, millepiedi e anche altri piccoli invertebrati (come le lumache) e persino vertebrati (come piccoli anfibi e scinchi). Tuttavia, una buona percentuale della dieta di questi uccelli è composta da frutta matura (in prevalenza capsule).

### Riproduzione
Il periodo degli amori si estende per gran parte dell'anno e presenta variazioni geografiche, tuttavia sembrerebbe che le parate nuziali si protraggano fra febbraio e novembre, mentre la nidificazione vera e propria si concentri fra settembre e dicembre: la specie è poligina, coi maschi che si esibiscono in lek allo scopo di attrarre il maggior numero possibile di femmine con cui accoppiarsi.
Il corteggiamento segue due fasi: nella prima, il maschio prende posizione su un posatoio ben visibile e appositamente ripulito, che spesso viene occupato per svariati anni, e da qui emette richiami atti ad attrarre le femmine. Una volta sopraggiunta una o più di esse, il maschio si impettisce sul posatoio, espandendo a ventaglio le penne ai lati del petto e sui fianchi ed erigendosi sempre più fino a trovarsi appeso al posatoio a testa in giù, mentre emette il proprio richiamo. A questo punto, la femmina può decidere di lasciarsi montare oppure allontanarsi per osservare altri maschi esibirsi, e scegliere a quale concedersi solo in un secondo momento.
Dopo l'accoppiamento, il maschio continua ad esibirsi per altre femmine, non partecipando in nessun modo alle cure parentali: spetta infatti interamente alla femmina l'onere della costruzione del nido, della cova delle 1-2 uova color crema con screziature brune e delle cure ai pulli fino al sopraggiungere dell'indipendenza.

## Distribuzione e habitat
Questa specie è endemica della Nuova Guinea, dove con areale piuttosto frammentato popola le zone montuose della penisola di Doberai, la Cordigliera Centrale, la penisola di Huon e le montagne Foja.
L'habitat della paradisea dal becco a falce becco nero è rappresentato dalle aree di foresta pluviale montana, primaria ma anche secondaria, fra i 600 ed i 2250 m di quota.

## Tassonomia
Se ne riconoscono tre sottospecie:

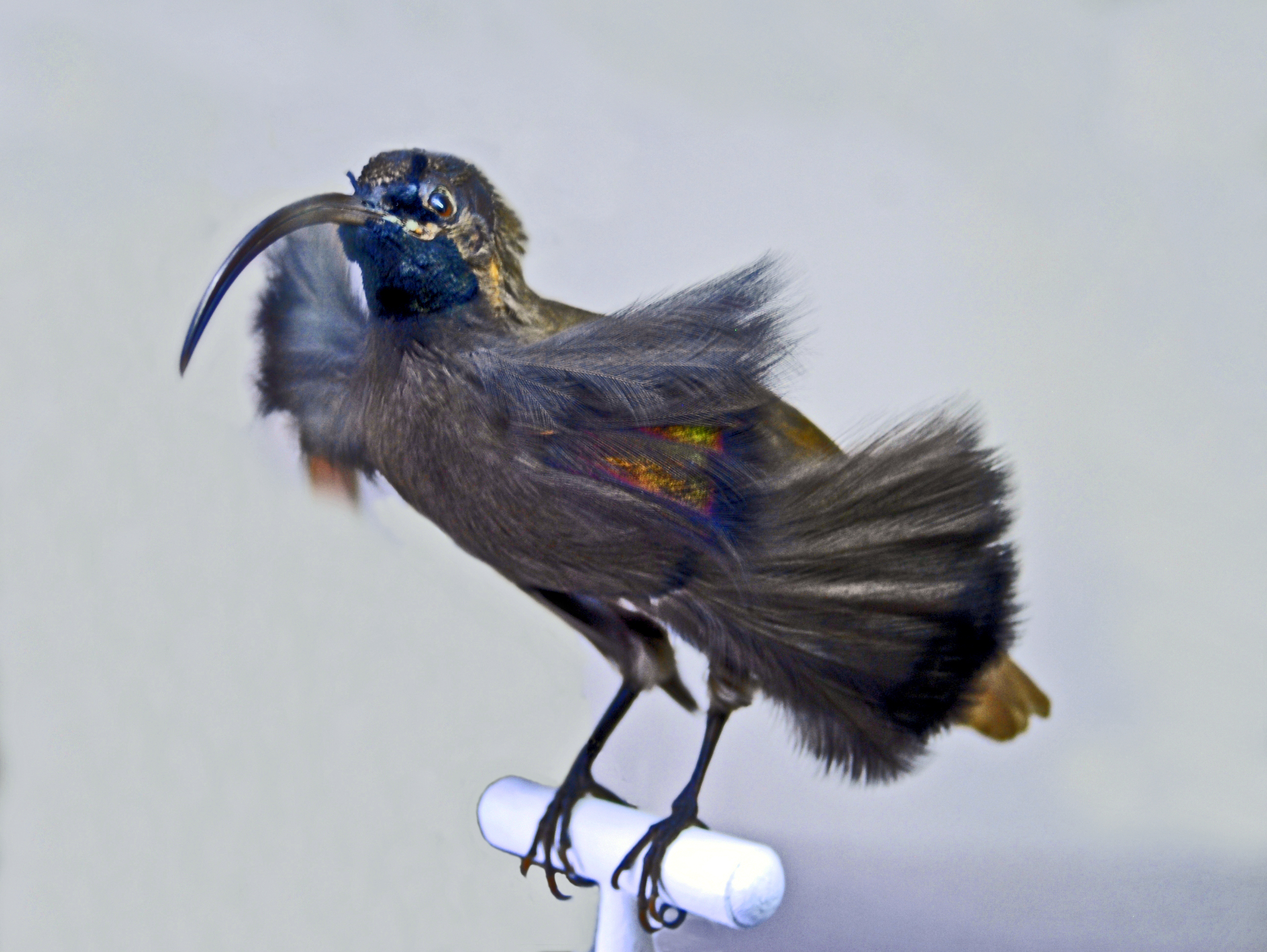
Maschio impagliato della sottospecie cervinicauda.

- Drepanornis albertisi albertisi, la sottospecie nominale, diffusa nelle zone periferiche dell'areale occupato dalla specie;
- Drepanornis albertisi cervinicauda Sclater, 1884, diffusa lungo la Cordigliera Centrale;
- Drepanornis albertisi geisleri Meyer, 1893, endemica della penisola di Huon;

Alcuni studiosi proporrebbero l'elevazione della popolazione dei monti Weyland di questi uccelli (attualmente facente parte della sottospecie cervinicauda) al rango di sottospecie a sé stante, col nome di Drepanornis albertisi inversus.
Il nome scientifico di questi uccelli venne scelto in omaggio al loro scopritore, l'esploratore Luigi Maria d'Albertis.